# Geocorona

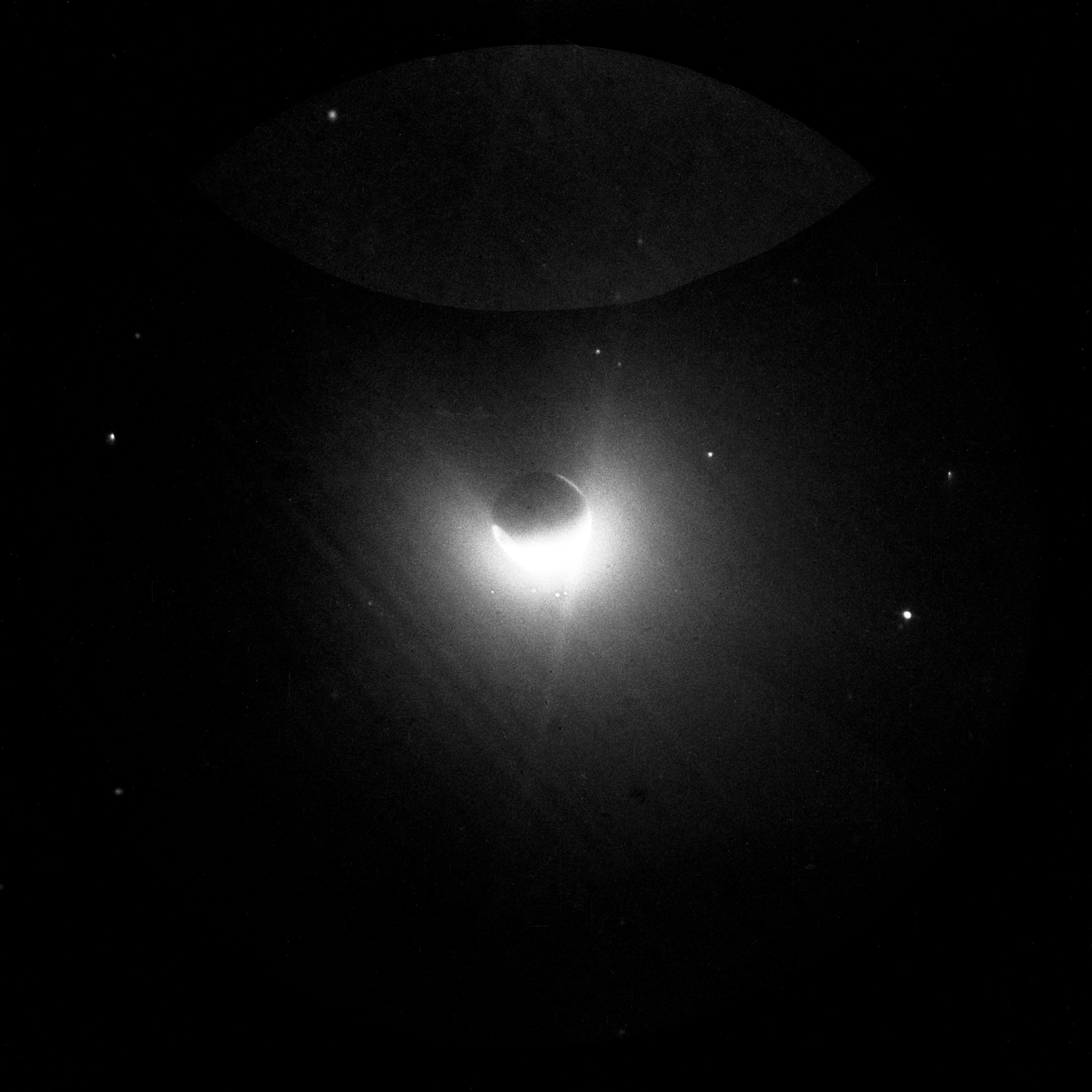
Foto della Geocorona ripresa durante la missione Apollo 16

La geocorona è la zona luminosa che si trova nello strato più esterno dell'atmosfera terrestre, l'Esosfera. La sua estensione va dai 15 raggi terrestri fino e oltre i 100 (630.000 km). Il suo studio e la sua scoperta sono da attribuirsi principalmente all'esperimento del Far Ultraviolet Camera/Spectrograph condotto sulla superficie lunare dagli astronauti della missione Apollo 16. La geocorona è formata principalmente da idrogeno rarefatto e atomi di elio.

## Descrizione
Altre osservazioni ed uno studio più approfondito è stato fatto con il Solar and Heliospheric Observatory. La geocorona è stata definita come una nube di atomi. Si è osservato per mezzo della luce ultravioletta di una particolare lunghezza d'onda dette Lyman-alfa, che il Sole interagisce con questa nube d'atomi.